# 鳟鱼号潜艇
鱒魚號潛艇（Forel,德語：  - Trout）是一艘由克虜伯在德國基爾建造的微型潛艇，由西班牙工程師德伊奎威利（Raimondo Lorenzo D'Equevilley-Montjustin）設計。 鱒魚號潛艇是克虜伯作為私人企業投資建造的項目，也是一項實驗性設計，希望能與德意志帝國海軍簽訂合同。雖然該設計被證明是成功的，卻未能引起德國海軍的注意。1904年，該艦被俄羅斯帝國海軍收購後服役，直到1910年的一次潜水事故後沉沒，之後由螃蟹號潛艇接替其服役。
鱒魚號是第一艘在德國建造的潛艇，早於SM U-1。

## 設計
鱒魚號是單殼船體，內有壓載櫃和補重櫃的設計。其船艉平面的角度固定，有可動式前進裝置來控制潛水。因為沒有安裝獨立的水面推進系統，該艦必須被帶到水面艦艇上，並在靠近目標的地方下水才能作戰。鱒魚號配備了兩枚白頭魚雷。

## 服役歷史

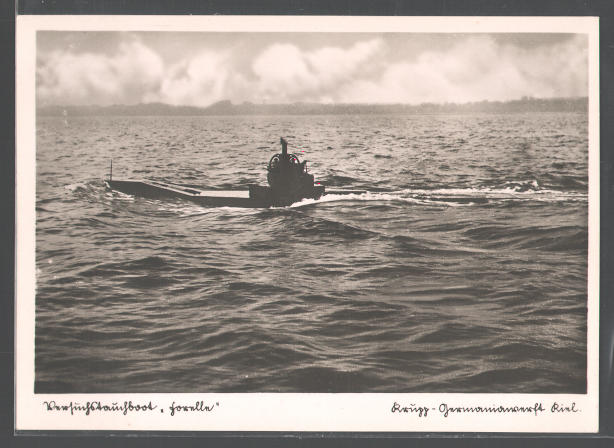
鱒魚號潛艇（攝於1902）

1904 年 5 月，俄羅斯帝國海軍採購了這艘潛艇，並將其投入日俄戰爭。它被裝運到火車上，從基爾運往利耶帕亞，還載了一批德國工程師以訓練俄國船員。1904年8月21日開始在喀琅施塔得服役，接著又經西伯利亞鐵路運往海參崴 ，於9月29日抵達，在10月2日加入西伯利亞艦隊，成為太平洋上第一艘俄羅斯潛艇。雖然這艘潛艇在日俄戰爭期間未參加戰鬥，但其存在卻造成了重要的心理影響。
日俄戰爭結束後，鱒魚號繼續在海參崴行動；然而到了1908年，它被認為已經過時，被重新分級為訓練艦。1910年5月17日，該潛艇在事故中沉沒，船員成功逃脫。後來鱒魚號被從26米的深度打撈上岸。海軍中將伊凡·格里戈洛維奇批准將其送回利耶帕亞維修，但後來卻未被運送。

## 外部連結
维基共享资源上的相關多媒體資源：鳟鱼号潜艇